# Grand Prix SAR La Princesse Lalla Meryem 2008
Il Grand Prix SAR La Princesse Lalla Meryem 2008 è stato un torneo di tennis giocato sulla terra rossa.
È stata l'8ª edizione del Grand Prix SAR La Princesse Lalla Meryem, che fa parte della categoria Tier IV nell'ambito del WTA Tour 2008.
Si è giocato a Fès in Marocco, dal 28 aprile al 4 maggio 2008.

## Campioni

### Singolare
Gisela Dulko ha battuto in finale  Anabel Medina Garrigues con il punteggio di 7–6(2), 7–6(5)

### Doppio
Sorana Cîrstea /  Anastasija Pavljučenkova hanno battuto in finale  Alisa Klejbanova /  Ekaterina Makarova con il punteggio di 6–2, 6–2